# Sven Jonasson
Sven Gunnar Jonasson, född 9 juli 1909 i Borås, död 17 september 1984 i Varberg, var en svensk fotbollsspelare som spelade i VM 1934 och OS 1936 för det svenska landslaget. Med 252 mål på 409 allsvenska matcher är han inte bara IF Elfsborgs meste spelare och målskytt genom tiderna, utan målnoteringen gäller fortfarande (2021) som allsvenskt rekord liksom hans 332 (eller 334; se nedan) allsvenska matcher i rad.
Jonasson, som blev svensk mästare tre gånger och vann den allsvenska skytteligan två gånger, är som medlem nr 5 invald i Svensk fotbolls Hall of Fame.

## Idrottskarriär
Från och med att han gjorde allsvensk debut den 11 september 1927 spelade Jonasson 332 – alternativt 334 – allsvenska matcher i följd. Antalet är beroende på om man räknar in hans två matcher säsongen 1933/34 mot Malmö FF eller ej; MFF blev senare diskvalificerade, och deras matcher räknades inte med i den allsvenska tabellen. Sviten avbröts för att han kallades in till militärtjänst vid mobiliseringen under andra världskriget.
Jonasson spelade sammanlagt 409 (plus de två ovan) allsvenska matcher för Elfsborg och gjorde 252 (plus ett i de två matcherna ovan) mål.
Sven Jonasson är med sina 252 mål den spelare som gjort flest allsvenska mål genom tiderna.
Han gjorde också det första VM-målet för Sverige i VM 1934. Det tog bara 9 minuter för honom att göra mål mot Argentina och Sverige vann till slut med 3-2. Sverige kom till kvartsfinal men förlorade mot blivande bronsmedaljörerna Tyskland.

### Stor grabb och Hall of Fame
Jonasson blev år 1935 Stor grabb inom svensk fotboll och år 2003 valdes han i den första selektionen som medlem nr 5 in i Svensk fotbolls Hall of Fame. Han presenteras där med texten: 
"Militärtjänst ändade rekordsviten på 332 allsvenska matcher i rad. Hans 252 allsvenska mål gäller fortfarande som rekord."

## Privatliv
Jonasson var från 1930 gift med Ellen Ingeborg Jonasson (1905–1978). De är båda begravda på Brämhults kyrkogård.

## Meriter
- Svensk mästare: 1935/36, 1938/39, 1939/40
- Allsvensk skyttekung: 1933/34, 1935/36
- Landslaget: 42 matcher/20 mål (1932–1940)
  - Uttagen till VM: 1934 (spelade i Sveriges båda matcher),[7] 1938
  - Olympiska spelen: 1936
- Invald i Svensk fotbolls Hall of Fame